# Diogenesia racemosa
Diogenesia racemosa là một loài thực vật có hoa trong họ Thạch nam. Loài này được (Herzog) Sleumer mô tả khoa học đầu tiên năm 1978.